# Lago de Poschiavo

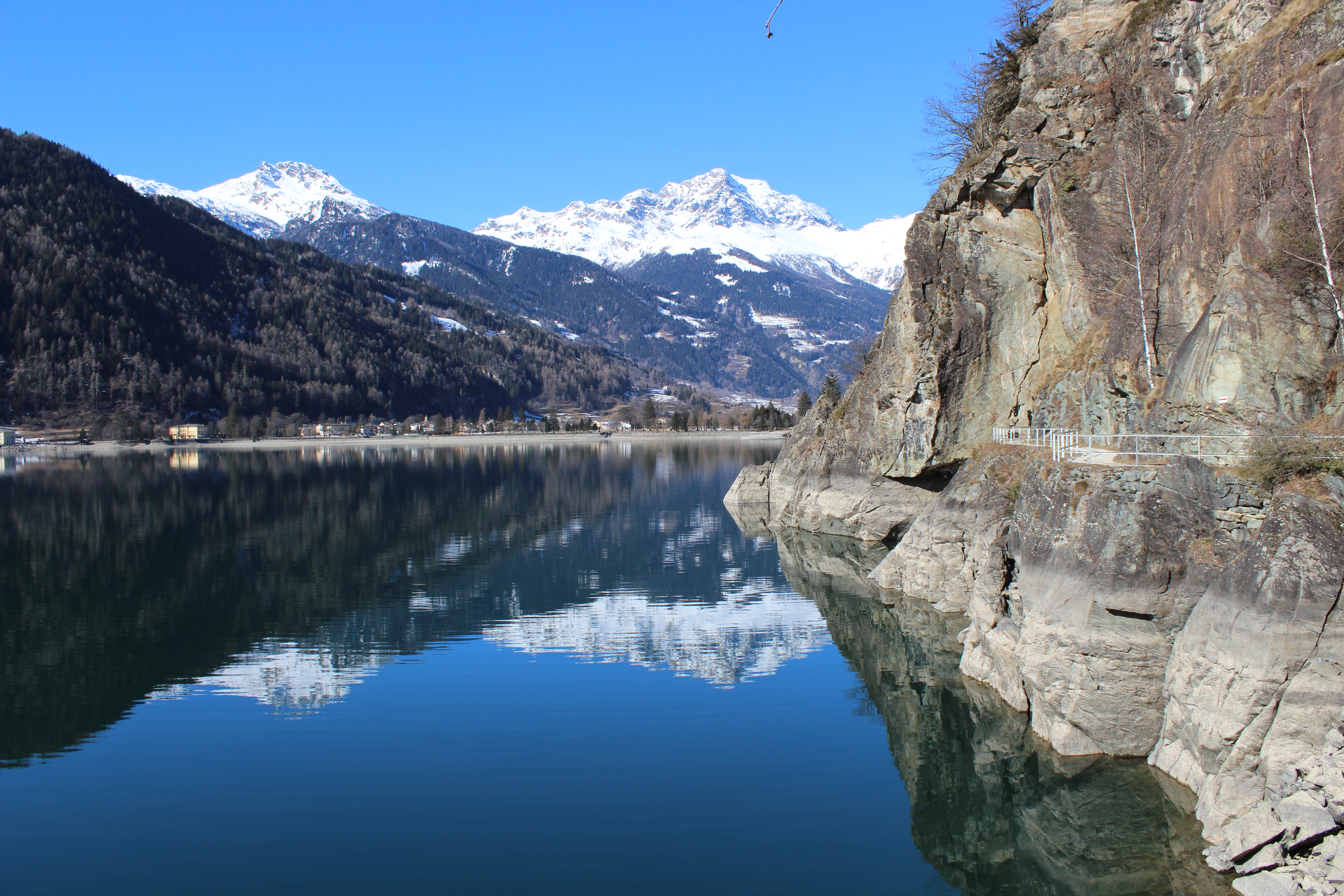
Lago de Poschiavo, próximo a Le Prese

O Lago de Poschiavo (em italiano, Lago di Poschiavo) é um lago localizado no sul do cantão de Grisões, Suíça, no vale de Poschiavo, tendo localização central no referido vale e está situado entre as vilas de Le Prese e Miralago.